# (18652) 1998 FD15
(18652) 1998 FD15 là một tiểu hành tinh vành đai chính. Nó được phát hiện bởi Seiji Ueda và Hiroshi Kaneda ở Kushiro, Hokkaidō, Nhật Bản, ngày 21 tháng 3 năm 1998.